# Äolischer Modus

Bildliche Darstellung der Äolischen Tonleiter. (Erläuterung)

Der äolische Modus (griechisch-lateinisch Aeolius Modus, benannt nach dem Volksstamm der Aioler), kurz das Äolisch, ist neben Ionisch einer der authentischen Modi, die im 16. Jahrhundert von Glarean dem System der Kirchentonarten hinzugefügt wurden. Im um 1550 erweiterten (aus zwölf Tonarten bestehenden) System der Kirchentöne ist Äolisch der 9. Modus bzw. neunte Ton (gekennzeichnet durch den Ambitus a-a1, die Repercussa e1 und die Finalis a). Der zehnte Ton wird als hypoäolischer Modus bezeichnet und unterscheidet sich vom äolischen durch einen Ambitus e-e1.
In der äolischen Tonleiter liegt ein Halbtonschritt zwischen der zweiten und dritten sowie der fünften und sechsten Stufe, die anderen Intervalle sind Ganztonschritte. Die Tonart A-Äolisch enthält die Stammtöne der westlichen Musik, denen auf Tasteninstrumenten die weißen Tasten entsprechen:

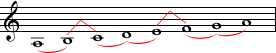
Tonleiter in A-Äolisch mit eingezeichneten Halbtonschritten

Die äolische Tonleiter entstand im antiken Griechenland als Variante des alten hypodorischen Modus. Aus ihr ging unsere heutige (natürliche) Molltonleiter hervor. Einer der Unterschiede zwischen dem äolischen Modus und dem späteren Tongeschlecht Moll besteht darin, dass die modale Musik ausschließlich melodisch bestimmt war, bei der dur-moll-tonalen hingegen auch harmonische Aspekte relevant sind.
Ein Beispiel für die Verwendung des äolischen Modus ist das Volkslied Es ist ein Schnitter, heißt der Tod (Regensburg 1637). Hypoäolisch ist etwa das Kirchenlied Allein zu dir, Herr Jesu Christ. 

## Hörbeispiel
Tonleiter in C-Äolischⓘ